# Österreichische Eishockey-Meisterschaft 1947/48
Die Saison 1947/48 war die 19. Austragung der österreichischen Eishockey-Meisterschaft, die vom ÖEHV organisiert wurde. Die österreichische Meisterschaft gewann der Wiener Eislauf-Verein durch einen Finalerfolg über den EK Engelmann Wien.

## Obergruppe
Die Meisterschaft wurde in zwei Staffeln mit jeweils drei Mannschaften ausgetragen und als Obergruppe bezeichnet. Der EK Engelmann (EKE) verstärkte sich mit einigen jungen Spielern der Straßenbahner Sportvereinigung, unter diesen spätere Nationalspieler wie Adolf Hafner und Adalbert Böhm. Zum Wiener Eislauf-Verein (WEV) kehrten Fritz Walter vom EKE und August Specht von der Straßenbahner SV zurück.

### Gruppe A
| 14. Dezember 1947 | Straßenbahner SV | 2:6 (0:2, 1:3, 1:1) Spielbericht | Klagenfurter AC | WEV-Platz, Wien |

| 15. Dezember 1947 19:30 Uhr | EK Engelmann Rudolf Wurmbrand (2) Hans Schneider (2) Oskar Nowak | 5:2 (3:1, 1:1, 1:0) | Klagenfurter AC Max Schneider Emmerich Nusser | Engelmann-Platz, Wien |

| 11. Januar 1948 | Klagenfurter AC Springer (2) | 2:5 (1:1, 1:2, 0:2) Spielbericht | EK Engelmann Adalbert Böhm (2) Adolf Hafner (2) Hubert Tschammler | Klagenfurt Zuschauer: 4.000 |

| 25. Januar 1948 | Klagenfurter AC | 8:3 | Straßenbahner SV |  |

| 1948 | Straßenbahner SV | 3:21 | EK Engelmann |  |

| 4. März 1948 | EK Engelmann | 20:2 (9:2, 6:0, 5:0) | Straßenbahner SV |  |

Tabelle
| Pl. |                  | Sp | S | U | N | Tore  | Punkte |
| 1.  | EK Engelmann     | 4  | 4 | 0 | 0 | 31:7  | 6      |
| 2.  | Klagenfurter AC  | 4  | 2 | 0 | 2 | 18:15 | 4      |
| 3.  | Straßenbahner SV | 4  | 0 | 0 | 4 | 10:55 | 0      |

Der EK Engelmann qualifizierte sich damit für das Finale.

### Gruppe B
| 13. Dezember 1947 | WEV | 13:1 (4:0, 6:0, 3:1) Spielbericht | Post SV | WEV-Platz, Wien |

| 1948 | WEV | 5:0 | Innsbrucker EV |  |

| 9. Februar 1948 19:30 Uhr | Post SV | 0:8 (0:1, 0:3, 0:4) | Innsbrucker EV | Engelmann-Platz, Wien |

| 28. Februar 1948 | WEV | 26:1 (6:0, 7:0, 13:1) | Post SV |  |

Tabelle
| Pl. |                       | Sp | S | U | N | Tore | Punkte |
| 1.  | Wiener Eislauf-Verein | 3  | 3 | 0 | 0 | 44:1 | 6:0    |
| 2.  | Innsbrucker EV        | 2  | 1 | 0 | 1 | 9:5  | 2      |
| 3.  | Post SV Wien          | 3  | 0 | 0 | 3 | 2:48 | 0      |

Obwohl der Wiener Eislauf-Verein sein Rückspiel gegen den Innsbrucker EV nicht ausgetragen hatte, qualifizierte sich der WEV für das Finale.

### Finale
| 1. März 1948 | EK Engelmann Tesar (Eigentor) Hans Schneider Rudolf Wurmbrand | 3:5 (2:4, 1:0, 0:1) Spielbericht | WEV August Specht (3) Friedrich Walter Penitz | Kunsteisbahn Engelmann, Hernals, Wien Zuschauer: 2000 |

| 6. März 1948 19:30 Uhr | WEV Penitz (4) August Specht Willibald Stanek | 6:3 (2:0, 2:1, 2:2) Spielbericht | EK Engelmann Hans Schneider (2) Rudolf Wurmbrand | Heumarkt, Wien Zuschauer: 2000 |

### Meisterkader
| Österreichischer Meister Wiener Eislauf-Verein | Alfred Huber, Tesar; Friedrich Demmer – Willibald Stanek; Egon Engel – Franz Potucek; Travnicek – Walter Feistritzer – Friedrich Penitz; Julius Juhn – Friedrich Walter – August Specht |
| Vizemeister EK Engelmann Wien                  | Talsky, Veith; Franz Csöngei – Hubert Tschammler; Proksch – Helfried Winger; Franz Zehetmayer – Oskar Nowak – Hans Schneider; Adolf Hafner – Adalbert Böhm – Rudolf Wurmbrand           |

## Untergruppe

### Ost (Wien und Niederösterreich)

#### Gruppe A
- 11. Januar 1948 Schwarz-Weiß-Westbahn – Klosterneuburg 18:3
- 20. Januar 1948 WEV II – Schwarz-Weiß-Westbahn 1:6
- 1948 Schwarz-Weiß-Westbahn – WAT Ottakring 9:2
- 1948 Klosterneuburg – WAT Ottakring 3:1
- 1948 WAT Ottakring – WEV II 11:4
- 2. Februar 1948 WEV II – WAT Ottakring 4:4

Tabelle
| Pl. |                       | Sp | S | U | N | Tore  | Punkte |
| 1.  | Schwarz-Weiß-Westbahn | 3  | 3 | 0 | 0 | 33:6  | 6:0    |
| 2.  | WAT Ottakring         | 4  | 1 | 1 | 2 | 20:20 | 3:5    |
| 3.  | Klosterneuburg        | 2  | 1 | 0 | 1 | 6:19  | 2:2    |
| 4.  | WEV II                | 3  | 0 | 1 | 2 | 9:21  | 1:5    |

#### Gruppe B
- 10. Januar 1948 WAT Favoriten – Polizei 0:5
- 1. Februar 1948 Polizei – WAT Favoriten 3:3
- 2. Februar 1948 EK Engelmann II – WAT Favoriten 15:0
- 1948 WAT Favoriten – EK Engelmann II 0:18
- 1948 EK Engelmann II – Polizei 17:1

Tabelle
| Pl. |                 | Sp | S | U | N | Tore | Punkte |
| 1.  | EK Engelmann II | 6  | 3 | 0 | 0 | 50:1 | 6:0    |
| 2.  | Polizei SV      | 3  | 1 | 1 | 1 | 9:20 | 3:3    |
| 3.  | WAT Favoriten   | 3  | 0 | 1 | 2 | 3:41 | 1:5    |

SV Langenzersdorf ohne Wertung

#### Finalspiele
Platzierungsspiel
- 17. Februar 1948 WAT Ottakring – WAT Favoriten 7:4

Finale
- 24. Februar 1948 Schwarz-Weiß-Westbahn – Polizei 2:1
- 5. März 1948 EK Engelmann II – Schwarz-Weiß-Westbahn

Schwarz-Weiß-Westbahn stieg in die höchste Spielklasse auf, da die zweite Mannschaft des EKE nicht aufsteigen durfte.

### Süd
Der SV Leoben stieg in die höchste Spielklasse auf.

### West
- 23. Januar 1948 EV Villach - EC Kitzbühel 1:3

Der EC Kitzbühel stieg in die höchste Spielklasse auf.

### Nord (Salzburg-Oberösterreich)
Die Staffel Salzburg-Oberösterreich sollte im Punktesystem mit Hin- und Rückspiel ausgetragen werden. Folgende Teilnehmer waren gemeldet:
Union Eissport- und Tennisverein Linz, Union-Schlittschuhclub Salzburg, ÖTSV Steyr sowie der Union-Eissportverein Gmunden.
Der Spielplan sah folgende Spiele vor:
- 21. Dezember: Union Linz – Union-SC Salzburg, Steyr – SV Gmunden
- 26. Dezember: SV Gmunden – Salzburg, Union Linz – ÖTSV Steyr
- 30. Dezember: Steyr – Salzburg, Union Linz – SV Gmunden
- 4. Jänner: Salzburg – ÖTSV Steyr, SV Gmunden – Union Linz
- 8. Jänner: Salzburg – SV Gmunden, ÖTSV Steyr – Union Linz
- 10. Jänner: Salzburg – Union Linz, ÖTSV Steyr – SV Gmunden

Aufgrund nicht ausreichend tiefer Temperaturen war keine Eisbereitung in Linz möglich, so dass der Union Eissport- und Tennisverein Linz (ehemals Linzer ETV) keine Meisterschaftsspiele austrug. Weitere Ergebnisse sind ebenfalls nicht bekannt.